# Parafia św. Marii Magdaleny w Odrowążu
Parafia św. Marii Magdaleny w Odrowążu – parafia rzymskokatolicka należąca do dekanatu Czarny Dunajec archidiecezji krakowskiej.
Obecny kościół św. Marii Magdaleny wzniesiono w latach 1825–1831, w miejsce drewnianego z XVII wieku. Świątynia jest murowana, jednonawowa i orientowana.

## Zasięg parafii
Do parafii należą wierni z miejscowości: Odrowąż i Załuczne.